# 플로렌스 B. 세이버트
플로렌스 바바라 세이버트 (Florence Barbara Seibert,1897년 10월 6일 – 1991년 8월 23일)는 미국의 생화학자로 투베르쿨린 항원의 활성제가 단백질이라는 것을 알아내어 정제 단백질 유도체 (PPD)인 투베르쿨린을 순수한 형태로 분리하여 신뢰할 수 있는 결핵 검사의 개발과 그 사용을 가능하게 한 것으로 가장 잘 알려져 있다. 세이버트는 플로리다 여성 명예의 전당과 미국 국립 여성 명예의 전당에 헌액되었다.

## 어린 시절과 교육
세이버트는 1897년 10월 6일 펜실베이니아주 이스턴에서 조지 피터 세이버트와 바바라 (메머트) 세이버트 사이에서 태어났다. 세 살 때 소아마비에 걸려 다리 보호대를 착용해야 했고 평생 다리를 절면서 걸었다. 십대 때 과학에 대한 그녀의 관심을 불러일으킨 유명한 과학자들의 전기를 읽은 것으로 알려졌다.
세이버트는 볼티모어에 있는 가우처 칼리지(Goucher College)에서 학부 과정을 거쳤는데, 1918년에 파이 베타 카파로 졸업했다. 전쟁 중에는 그녀의 화학 교사 중 한 명인 제시 E. 마이너와 함께 뉴저지 주 가필드에 있는 해머슬리 제지 공장의 화학 실험실에서 일했다.
세이버트는 1923년 예일 대학교에서 생화학 박사 학위를 받았는데, 예일 대학교에서 그녀는 라파예트 멘델의 지도에 따라 우유 단백질의 정맥 주사를 연구했다. 그녀는 우유 단백질이 박테리아에 오염되는 것을 방지하는 방법을 개발하였다. 예일 대학교에서 그녀는 1921년부터 1922년까지 반미터 펠로우(Van Meter Fellow), 1922년부터 1923년까지 미국 생리학회 포터 펠로우(Porter Fellow)였다.

## 전문적 업적 및 수상
1923년 세이버트는 시카고 대학의 오토 SA 스프라게 기념 연구소(Otho SA Sprague Memorial Institute)에서 박사후 연구원으로 일했는데 남녀 구분없이 경쟁하는 상인 미국 철학회의 포터 장학금(Porter Fellowship)에서 자금을 지원 받았다. 그녀는 그 후 시카고 대학의 리케츠 연구소(Ricketts Laboratory)에서 시간제로 일했고 시카고의 스프라게 기념 연구소에서 시간제로 일했다.
1924년에 예일대에서 시작하여 시카고대학에서 계속한 연구로 시카고 대학의 하워드 테일러 리케츠 상(Howard Taylor Ricketts Prize)을 받았다. 예일대에서는 흥미로운 발견을 보고했다. 즉 정맥 주사는 종종 환자에서 열을 유발했는데, 그녀는 이 열이 박테리아에 의해 생성된 독소에 의해 발생했다고 판단했다. 증류 플라스크의 끓는 물에서 분사된 독소가 수용 플라스크에 도달하여 증류수를 오염시킬 수 있어서, 그녀는 증류 공정 과정에서 오염을 방지하기 위한 새로운 스프레이 포획 트랩을 발명했다. 발열원이 제거되는 이러한 공정을 《미국 생리학 저널》(American Journal of Physiology)에 발표했는데, 이 공정은 이후 미국 식품의약국, 국립 보건원 및 다양한 제약 회사에서 채택되었다. 1962년 발열원에 대한 연구로 미국혈액은행협회로부터 존 엘리엇 기념 상을 수상했다.
세이버트는 1924년부터 1928년까지 시카고 대학교에서 병리학 강사로 재직했고 1928년에는 생화학 조교수로 채용되었다. 1927년 그녀의 여동생 메이블이 그녀와 함께 살면서 일하기 위해 시카고로 이사하여 그녀의 비서와 연구 조교의 다양한 역할을 하였다.
그녀는 이 기간 동안 결핵에 대해 연구하고 있던 에스몬드 R. 롱, MD PhD를 만났다. 1932년 롱 교수와 함께 펜실베니아 대학교의 헨리 피프스 연구소(Henry Phipps Institute)로 전직하는 데 동의하여, 롱 교수는 피프스 연구소의 병리학 교수이자 실험실 책임자가 되었고 세이버트는 생화학 조교수가 되었다. 그들의 목표는 결핵을 식별하기 위한 신뢰할 수 있는 테스트를 개발하는 것이었다. 종래 투베르쿨린 유도체인 코흐 물질은 여기에 포함되어 있는 불순물 때문에 1890년대부터 결핵 검사에서 위음성 결과를 보였다.
롱 교수의 지도와 자금 지원으로 세이버트는 투베르쿨린의 활성제를 단백질로 확인했다. 세이버트는 결핵균인 Mycobacterium tuberculosis 로부터 수년간 단백질을 분리, 정제하여 정제 단백질 파생물 (PPD)을 얻어 신뢰할 수 있는 결핵 테스트 방법 개발을 가능하게 하였다.
투베르쿨린의 정제에 관한 그녀의 첫 출판물은 1934년에 나왔다. 일부에서는 1937~38년 동안에 결핵 단백질 분자가 성공적으로 분리한 것을 그녀의 공로로 인정하는데, 이 시기는 그녀가 노벨상을 수상한 단백질 과학자 테오도르 스베드베리와 함께 작업하기 위해 구겐하임 연구원으로 스웨덴의 웁살라 대학을 방문했을 때였다. 그녀는 다공성의 점토 필터와 질산 처리된 면화를 사용하여 결정성 투베르쿨린 파생물을 정제하는 방법을 개발했다. 1938년 그녀는 국립결핵협회로부터 트뤼도 메달(Trudeau medal)을 받았다.
1940년대에 세이버트의 정제 단백질 파생물(PPD)은 투베르쿨린 테스트를 위한 국가 표준 및 국제 표준이 되었다.
1943년 세이버트는 미국 여대생 협회로부터 제1회 공로상을 받았다.
1932년부터 1959년까지 펜실베이니아 대학교의 헨리 핍스 연구소에 있었는데, 1932년부터 1937년까지 조교수, 1937년부터 1955년까지 부교수, 1955년부터 1959년까지 생화학 정교수였고, 1959년 은퇴할 당시 명예 교수였다.
그 후 그녀와 여동생 메이블은 플로리다의 세인트피터스버그로 이사했는데, 그곳에서 플로렌스는 마운드 파크(Mound Park) 병원 및 베이 파인스 VA(Bay Pines V.A.) 연구 센터와 협력하여 박테리아와 암 유형 사이의 가능한 관계를 계속 연구했다. 그녀는 1977년까지 과학 논문을 계속 출판했는데, 박테리아를 암에 관련 짓는 이론은 계속해서 논란이 되고 있다.
1968년 세이버트는 자서전인 《과학자라는 어느 언덕 위의 조약돌》(Pebbles on the Hill of a Scientist)을 출판했다.
세이버트는 1938년 미국 국립 결핵학회으로부터 트뤼도 메달)을, 1942년 미국 화학회로부터 프랜시스 P. 가반 메달을 받았고, 1990년에는 국립 여성 명예의 전당에 헌액되었다. 1993년 이스턴에는 그녀를 기리기 위한 역사 표지가 세워졌다.
그녀는 1991년 8월 23일 플로리다 주 세인트피터즈버그에 있는 팜스프링스 요양원에서 사망했다.

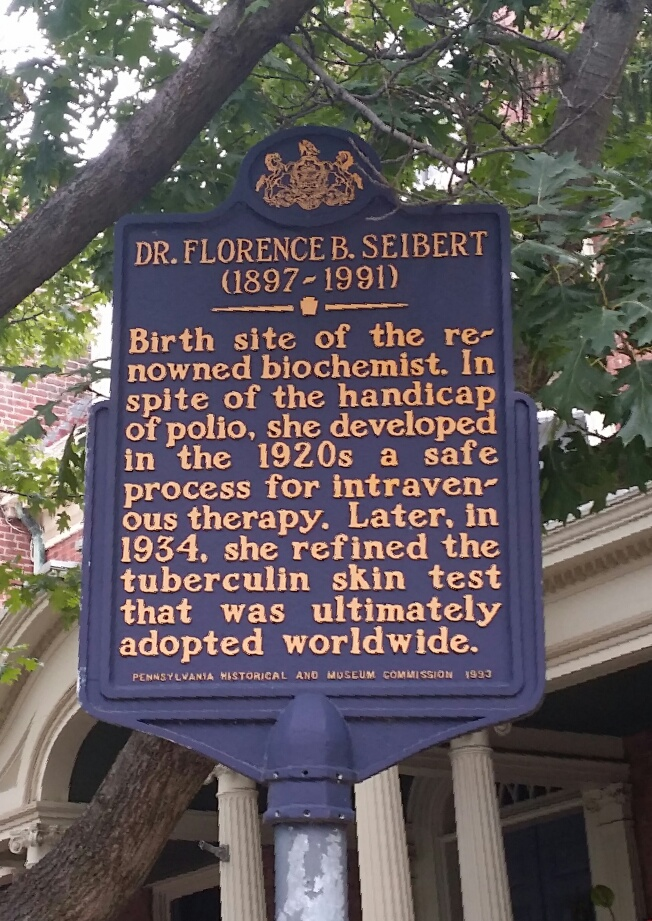
이스턴의 플로렌스 세이버트 박사에 대한 사적지 표지

1993년 11월 15일, 그녀의 출생지를 알려 주는 사적지 표지가 펜실베니아주 이스턴의 72 N. 2nd Street에 헌정되었다.

## 추가 자료
- Shearer, Benjamin F. (1997). 《Notable women in the physical sciences : a biographical dictionary》. Westport, Conn.: Greenwood Press. ISBN 0313293031.